# Avant de dire oui !
Pour plus de détails, voir Fiche technique et Distribution.
Avant de dire oui ! (Before You Say 'I Do') est un téléfilm américain réalisé par Paul Fox et diffusé le 14 février 2009 sur Hallmark Channel.

## Fiche technique
- Réalisation : Paul Fox
- Scénario : Elena Krupp
- Durée : 87 minutes
- Pays :  États-Unis

## Distribution
- David Sutcliffe (VF : Patrice Baudrier) : George Murray
- Jennifer Westfeldt (VF : Pamela Ravassard) : Jane Gardner
- Lauren Holly (VF : Élisabeth Wiener) : Mary
- Brad Borbridge : Harvey Blinton
- Jeff Roop : Doug
- John Boylan (en) : Monsieur Johnson
- Brandon Firla (en) : Jack Harrington
- Reagan Pasternak : Patty
- Roger Dunn : Sam Gardner
- Salvatore Antonio (en) : Freddie
- Jamie Bloch : Laurie
- London Angelis : Billy
- Arlene Mazerolle : Invité #1
- Lorry Ayers : Invité #2
- Martin Roach : Secouriste #1
- Boyd Banks : Guy
- Tony Craig : Garde de la sécurité
- Jonathan Ellul : Travailleur
- Marium Carvell : Madame Daniels
- Gino Marrocco : Contrôleur
- Ellen-Ray Hennessy : Serveuse
- Johnie Chase : Chargé d'accueil
- Mike 'Nug' Nahrgang : Prisonnier
- Dwight McFee : Détective
- Shawn Lawrence : Juge de paix